# کنستانتین، کورنوال
کنستانتین (به انگلیسی: Constantine) یک روستا و محله مدنی در بریتانیا است که در کورنوال واقع شده‌است. کنستانتین ۱٬۷۴۷ نفر جمعیت دارد.